# 清州大学校
清州大学校（チョンジュだいがっこう、英称: Cheongju University）は、忠清北道清州市清原区内徳洞36に本部を置く大韓民国の私立大学である。1947年に設置された。

## 歴史
清州大学校の母体は1924年、金元根・金永根によって設立された大成普通学校。その後、1935年に清州産業学校、1944年に清州女子産業学校が設立され、これらは現在の清州大成高等学校、大成中学校、大成女子産業高等学校、大成女子中学校、清錫高等学校、大成小学校へと引き継がれていく。
金兄弟が設立者として経営される学校群は1945年に金海学院、1948年に大成学院、1991年から清錫学院と呼称され、清州大学校は清錫学院が統括する７つの教育機関のひとつである。大学が設置されたのは1946年、清州商科大学であった（1947年開校）。1951年に清州商科大学は清州大学（校）と名称が変更され、現在に至る。

## 設置大学

### 学部
- 中国学部
- 保健医療学科群

看護学科、歯科衛生学科
- 経商大学

経営学部、経済通商学部、観光学部
- 法科大学

法学部
- 社会科学大学

行政都市計画学部、政治社会学部、言論情報学部、福祉・土地情報学部
- 人文大学

人文学部、英米語文学部、語学文学部
- 理工大学

応用科学部、生命遺伝統計学部、環境造景土木学部、建築工学部、電子情報工学部、IT学部
- 師範大学

漢文教育科、地理教育科、数学教育科、音楽教育科、体育教育科、教職科
- 芸術大学

デザイン学部、造形芸術学部、スポーツ学部、公演映像学部

### 大学院
（+は博士課程あり、それ以外は修士のみ）
- 人文社会系列

国語国文学科（+）　英語英文学科（+）　日本語日本文学科
中国語中国文学科　漢文学科　史学科
文献情報学科　哲学科　経済学科（+）
貿易学科（+）　観光・ホテル経営学科　法学科（+）
行政学科（+）　政治外交学科　新聞放送学科
都市計画学科　地籍学科　社会福祉学科（+)
社会学科　観光広報学科
- 自然科学系列

生物学科　化学科（+）　遺伝工学科
物理学科
- 工学系列

建築工学科（+）　土木環境工学科　電子工学科（+）
レーザー光情報工学科　コンピュータ情報工学科（+）産業工学科
環境工学科（+）　環境造景学科（+）
- 芸体能系列

音楽学科　工芸学科　会話学科
演劇映画学科　舞踊学科　体育学科
座標: 北緯36度39分10秒 東経127度29分43秒 / 北緯36.65265度 東経127.49539度